# Спаський Борис Васильович
Бори́с Васи́льович Спа́ський (рос. Борис Васильевич Спасский; 30 січня 1937, Ленінград — 27 лютого 2025 Москва) — радянський і французький шахіст. Десятий чемпіон світу з шахів (1969—1972). 2-разовий чемпіон СРСР, шестиразовий переможець Шахових олімпіад. Міжнародний гросмейстер (1955), заслужений майстер спорту СРСР (1965).

## Кар'єра
У шахи грав з 5 років. Вихованець Ленінградського палацу піонерів. У 10-річному віці здобув I категорію, 1948 року виграв першість товариства «Трудові резерви» серед дорослих. У 1952 році посів 2 місце в чемпіонаті Ленінграда.
На міжнародній арені дебютував 1953 року в турнірі в Бухаресті, де поділив 4-6 місця, здобувши титул міжнародного майстра. У чемпіонаті СРСР 1955 року 18-літній шахіст поділив 3-6 місця з Михайлом Ботвинником, Тиграном Петросяном та Георгієм Ілівицьким. Того ж року виграв чемпіонат світу серед юнаків в Антверпені і посів 7-9 місця в міжзональному турнірі в Гетеборзі, що дозволило потрапити до турніру претендентів 1956, де виступив на високому рівні, фінішувавши на 3-7 позиціях. У чемпіонаті СРСР 1956 поділив 1-3 місця з Юрієм Авербахом і Марком Таймановим, але в додатковому матчі став третім, у 1959 — поділив 2-3 місця в чемпіонаті СРСР.

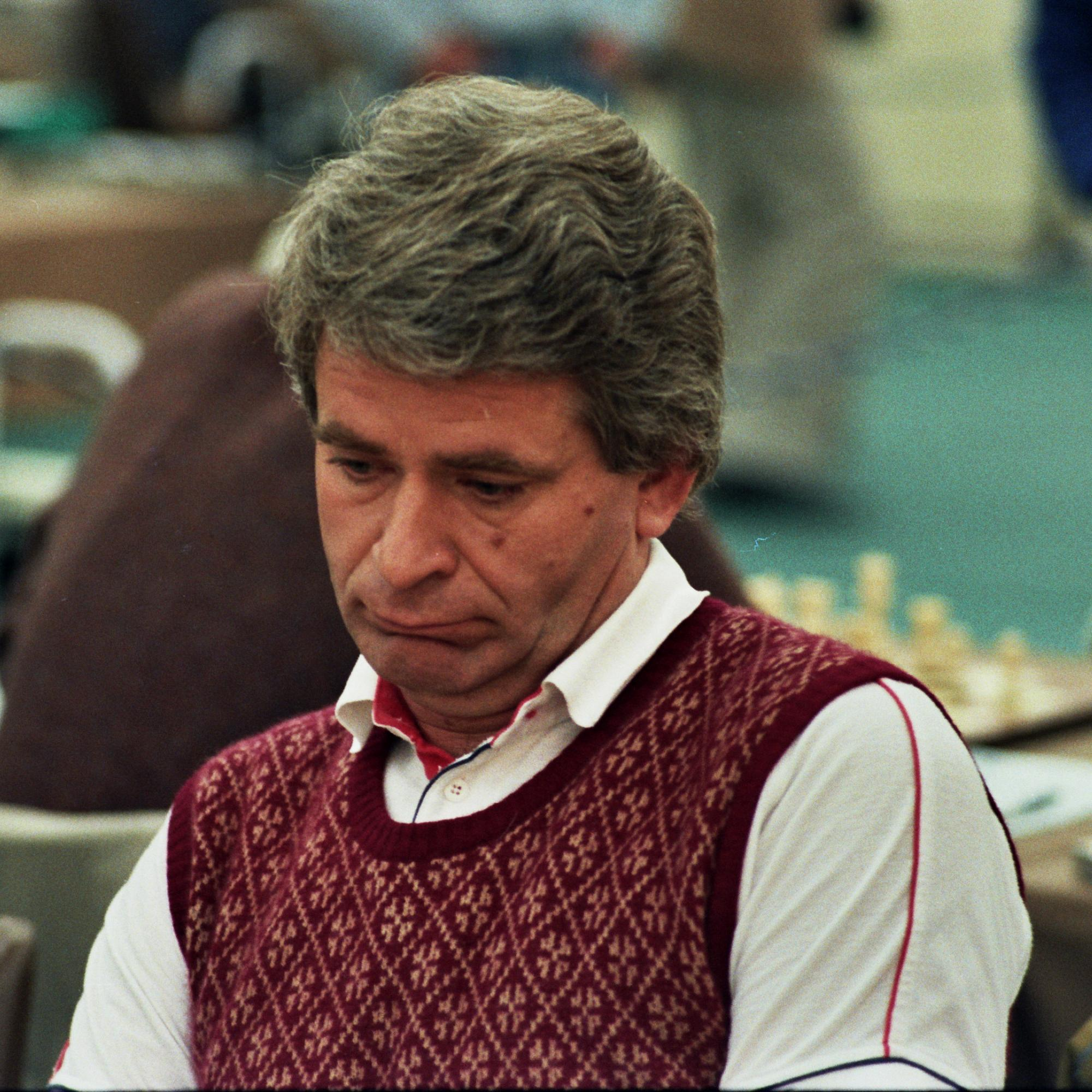
Борис Спаський на шаховій Олімпіаді 1984 р.

Чемпіон СРСР 1961, поділив 1-3 місця 1963 року (другий у додатковому матч-турнірі). У 1964 році виграв міжзональний турнір і потрапив до матчів претендентів, де переміг Пауля Кереса, Юхима Геллера й Михайла Таля, але в матчі за титул чемпіона світу поступився Тигранові Петросяну з мінімальним рахунком — 11,5:12,5 (+3 -4 =17).
У наступному циклі став чемпіоном світу — переміг у матчах претендентів Юхима Геллера, Бента Ларсена та Віктора Корчного й чемпіона Тиграна Петросяна.
У 1972 році поступився титулом чемпіона світу Боббі Фішерові з рахунком 8,5:12,5.
У складі збірної СРСР грав на 7 шахових олімпіадах, також неодноразово виступав на олімпіадах за Францію.
У 1976 році переїхав до Парижа після одруження з француженкою. Продовжував бути громадянином СРСР до 1984 року.

## Зміни рейтингу
| На цьому місці має відображатися графік чи діаграма, однак з технічних причин його відображення наразі вимкнено. Будь ласка, не видаляйте код, який викликає це повідомлення. Розробники вже працюють для того, щоби відновити штатне функціонування цього графіка або діаграми. | |
| | На цьому місці має відображатися графік чи діаграма, однак з технічних причин його відображення наразі вимкнено. Будь ласка, не видаляйте код, який викликає це повідомлення. Розробники вже працюють для того, щоби відновити штатне функціонування цього графіка або діаграми. |